# Distrito de Cátac
El distrito de Cátac es uno de los once que conforman la provincia de Recuay, ubicada en el departamento de Ancash, en el Perú.

## Historia
El distrito de Cátac fue creado mediante Ley n.º 15370 del 8 de enero de 1965, en el primer gobierno del Presidente Fernando Belaúnde Terry, siendo su primer alcalde  Segundino Rafael Pérez. Antes perteneció políticamente al distrito de Ticapampa.

## Toponimia
El nombre de la población provendría del sustantivo quechua kataq, "cargador", "acarreador"; en alusión a que los nativos se ocuparon como cargadores en las minas de la provincia, como en el caso de Ticapampa.

## Ubicación y geografía
Localizado a una altitud variada, entre 3500 m s. n. m. (en su parte más baja) y más de 5000 m s. n. m. ―que alcanzan sus cumbres más altas, como el Pastoruri (5200 m s. n. m.), el Caullyaraju (5682 m s. n. m.) y el Pucaraju (6241 m s. n. m.)―. Está situado en la margen derecha del río Santa en su recorrido de sur a norte.
Dentro de su jurisdicción se encuentran atractivos turísticos como el nevado Pastoruri. Es el único lugar en el Perú donde se practica esquí sobre hielo. También se encuentran pinturas rupestres, Jatunmachay (bosque de piedras) y la nueva ruta todavía no transitada,  denominada  Guesgue.
Su área geográfica supera a cada una de las áreas de los 9 distritos restantes de la provincia (Marca, distrito de Huayllapampa, distrito de Pampas Chico, distrito de Pararin, distrito de Tapacocha, distrito de Llacllin, distrito de Ticapampa, distrito de Recuay, y distrito de Cotaparaco) siendo el territorio de Cátac el más amplio de toda la provincia.

## Economía
Económicamente en Cátac destaca su producción ganadera. En sus pastos se crían ovejas, vacas, alpacas, llamas y vicuñas en estado natural. Su producción lechera, como la fama de sus quesos. En agricultura sobresalen la siembra de papas y trigo por ser productos que mejor se adaptan al clima de la zona.

## Clima
En su clima son típicas las heladas ―de mayo a septiembre―, que contrastan con el calor insoportable de mediodía en esa misma época, por lo que la gente de aquí suele andar muy bien abrigada; de enero a marzo son frecuentes las precipitaciones pluviales en algunos casos hasta de granizo.

## Desarrollo
Su población ha experimentado un crecimiento acelerado, influenciado en gran parte por la migración de zonas vecinas, así como por la alta tasa de natalidad existente, cuyos resultado de la última encuesta arrojaron 4200 habitantes.
Cátac es uno de los distritos de mejor situación económica por hallarse en una zona estratégica; así como por los recursos turísticos que se encuentran en su área lo que lo convierten en uno de los distritos con mayor proyección de toda la provincia.

## Atractivos turísticos

### Pinturas rupestres de Carpa
Se encuentran en el lado norte de una gran pared de roca, una de las más grandes del área. Ofrece un espacio amplio y protegido de la lluvia para las pinturas aunque solo cubren la parte baja. Hacia el norte corre el río Pumapampa que se alimenta de riachuelos tributarios que salen de pequeñas lagunas formadas por el retroceso de los nevados: Santón, Tuco, Pastoruri y Huarapasca.
Está ubicado dentro del Parque nacional Huascarán. Un estimado preliminar de la antigüedad de estas pinturas es de 200 ac a 600 dc, en el periodo Intermedio Temprano, inmediatamente después del decaimiento de la cultura chavín. No hay motivos chavinoides, pero tampoco hay motivos claramente vinculados con las culturas locales poschavinas, llamadas huarás y recuay. No hay muchas pinturas semejantes que pueden servir para comparación. Tampoco se puede confirmar si todas las pinturas son efectivamente coetáneas o representa un lapso de varios siglos de actividad periódica. Considerando la naturaleza delicada de la pintura rupestre, se puede decir que el estado de conservación es normal, habiendo perdido mucho de su color original.
Se sabe que el 2001 el INC-Áncash ―con apoyo económico de la empresa Antamina― realizó una limpieza de pinturas modernas que cubrían partes de las pinturas antiguas.
Las pinturas fueron realizadas usando pigmentos minerales de color rojo, ocre, blanco y negro, con una preferencia del color rojo. El panel principal de las pinturas consiste en varias figuras antropomorfas estilizadas, algunas individuales y otras en grupo, asociadas con posibles serpientes y camélidos. Pueden tener alguna relación con conceptos prehispánicos acerca de las constelaciones de las estrellas y nubes negras de la Vía Láctea. Aunque las pinturas no son muy grandes, nítidas o fáciles de entender, representan un tipo de arte natural que no se puede apreciar en otros lugares. Por eso, forman una parte importante del recorrido Pachacoto-Carpa-Pastoruri que incluye los ojos de agua, Puya Raimondi y el glaciar Pastoruri.

### Laguna Querococha
Es la única laguna que presenta condiciones para practicar la pesca deportiva. Es el paso y parada obligatoria hacia el circuito turístico del Monumento Arqueológico Chavín de Huántar. Se encuentra dentro del Parque nacional Huascarán, el cual fue declarado por la UNESCO Reserva de Biosfera en 1977 y Patrimonio Natural de la Humanidad en 1985.
Desde la posición sudoeste de la laguna, se aprecian los nevados Pucaraju y Yanamarey. Existe una estación climatológica, equipada con instrumentos básicos para el registro de los indicadores meteorológicos e hidrológicos de interés local y regional.
La oferta turística que presenta la laguna y su entorno son: la pesca de truchas, paseo en bote y campamentos. La laguna de color verde oscura está ubicada a 57 km al sureste de la ciudad de Huaraz, a una altitud de 3980 m s. n. m. Aproximadamente en la parte central de los cerros que sirven de marco orográfico a la laguna, se ha generado una silueta que se asemeja al mapa del Perú como consecuencia de un proceso erosivo bastante caprichoso. En la parte central de dicha formación se concentra un tupido bosquete de quenuales que se dispersa paulatinamente hacia la base de un pequeño abanico aluvial.

### Bosque de puyas Raimondi
Ubicado en el sector llamado Carpa a 4400 m s. n. m., florece una planta muy rara de tallo grueso que puede llegar a medir 12 m de alto. El proceso de florecimiento es entre mayo y octubre, cada planta florecera una sola vez en su vida. Se le ve desde los 3200 a los 4800 m s. n. m. en Bolivia y Perú. Se considera una especie en peligro de extinción

### Otros atractivos
- Sitio arqueológico de Roko Ama

## Autoridades

### Municipales
- 2019 - 2022[4]
  - Alcalde: Olga Elena Ramírez Mallqui, del Movimiento Independiente Regional Río Santa Caudaloso.
  - Regidores:

  1. Gehovany Marcelo Tuya Oropeza (Movimiento Independiente Regional Río Santa Caudaloso)
  2. Wilmer Esteban Castillo Gamarra (Movimiento Independiente Regional Río Santa Caudaloso)
  3. José Manuel León Maguiña (Movimiento Independiente Regional Río Santa Caudaloso)
  4. Lisbeth Magaly Cala Rojas (Movimiento Independiente Regional Río Santa Caudaloso)
  5. Alfredo Valentín Espinoza Camones (Movimiento Regional El Maicito)

Alcaldes anteriores
- 2015-2018: José Luis Maguiña Ortiz
- 2011-2014:[5] Urbano Zenobio Espinoza Pérez, del Movimiento independiente regional Reconstruyamos Ancash (MIRA).
- 2007-2010: Eduardo Eusebio Herrera Huamán.

## Festividades
Destacándose por sus dos fiestas patronales de gran concurrencia, la de homenaje Señor de Mayo, cuya fiesta central es el 3 de mayo. Y la de homenaje a Santa Rosa de Lima cuyo día central es el 30 de agosto.Destacando también la de sus Caseríos pero también de gran concurrencia y gran devoción religiosa también sobresalen la fiesta en homenaje a San Agustín y la Virgen del Carmen. Sus caseríos no son ajenos a esta devoción religiosa presentando cada una también su propia fiesta religiosa:
- Parco: san Martín de Porras
- Shiqui: la Virgen del Rosario
- Uctuyacu: san Miguel Arcángel
- Pachacoto: san Simón
- San Miguel: san Miguel Arcángel.